# Alliance géostratégique
Depuis juin 2007, une blogosphère francophone de défense et de stratégie s'est constituée. Alliance géostratégique (AGS) est un webzine qui regroupe une partie des blogs les plus influents de ces domaines, appartenant au web social. Selon le classement wikio, il s'est imposé comme le premier webzine de défense et de relations internationales. Il a fermé en 2015.

## Origine du nom
"Alliance" fait référence à la vieille « alliance française », premier instrument de la francophonie. Il s’agit d’un portail de blogs francophones (français, belges, canadiens, etc.). "Géostratégique" a été choisi en raison de son imprécision et parce qu'il permet d'adopter une démarche de complémentarité des expériences et de traiter de domaines aussi divers que la géopolitique, la stratégie, l'armement, la cybernétique, l'histoire, les relations internationales…

## Particularité
En plus d'articles provenant des membres de cette association, la plate-forme accueille des interviews et des publications d'invités, comme Robert Walter, président de l'Assemblée de l'UEO, Lawrence Dossin, Secrétaire-Général Adjoint de l'OTAN, le général d'armée Stéphane Abrial, SACT de l'OTAN ou M. Barthélémy Courmont, chercheur à l'IRIS. Il accueille également quelques articles d'officiers du Collège interarmées de défense (École de guerre).

## Site officiel
Alliance géostratégique

## Publications
L'Alliance a publié deux ouvrages aux Éditions L'Esprit du Livre : 
- Les guerres low cost  (ISBN 978-2915960914)
- Stratégies dans le cyberespace  (ISBN 978-2363181879)